# José Medeiros
Pour les articles homonymes, voir Medeiros.
José Medeiros est un reporter-photographe et directeur de la photographie brésilien, né en 1921 à Teresina, dans le Sertão du Nordeste du Brésil, et mort en 1990 à L’Aquila, en Italie.   
Il est considéré comme un maître du photojournalisme dans son pays.

## Biographie
José Medeiros naît en 1921. Il est l’ainé de cinq enfants. Il a un frère et trois sœurs.
Il a douze ans lorsque son père, passionné d’art et photographe amateur, lui apprend le développement et le tirage photographiques . Il commence à photographier des amis de la famille à l’aide d’un Fox Kodak offert par son parrain. 
Avec l’argent gagné, il rachète à son père un appareil allemand au format 9x12. Sa première commande consiste à photographier un homme politique local, mais la mission tourne court.
Sa famille s’installe à Rio en 1939. Il a dix-huit ans et s’inscrit dans un cours préparatoire pour entrer à l’université et y étudier l’architecture. 
Il n’est pas reçu à l’université, alors il continue à faire de la photographie et installe un studio de prises de vues dans son appartement en parallèle à un travail dans les services postaux puis au département national du café.
Il commence à réaliser des portraits d’artistes importants de l’époque et se fait connaître avec ce travail. On lui propose rapidement des contrats pour les revues Tabu, Rio et Sombra. Il démissionne du service public et se marie en 1948.
Il est un des premiers photographes à avoir rencontré, en 1949, les populations d‘indiens xavantes, dont la plupart n’avaient jamais été en contact avec le reste du Brésil.
Il rencontre en 1956 le photographe français Jean Manzon qui l’intègre à l’équipe du journal illustré O Cruzeiro pour lequel il va collaborer pendant quinze ans. Ce magazine est innovant par la place accordée à la photographie, comme ses confrères Life et Paris Match.
Son travail rend compte des multiples facettes et des transformations de la société brésilienne dans les années 40-50.
En 1962, il quitte O Cruzeiro pour fonder une agence photographique avec le photographe Flávio Damm.
L’œuvre photographique de José Medeiros, qui compte plus de 20 000 clichés, est conservée à l’Instituto Moreira Salles de Rio de Janeiro.
José Medeiros a eu aussi, dès les années 60, une importante carrière cinématographique comme directeur de la photographie et a travaillé pour les plus prestigieux cinéastes du Cinema Novo brésilien. Le réalisateur Glauber Rocha considère qu’« il est le seul à avoir su traduire la lumière brésilienne ».
Alors qu’il participe en 1990 à un festival de culture brésilienne, dans la ville italienne de L’Aquila, José Medeiros est emporté par un infarctus à l’âge de 69 ans.

## Expositions
Liste non exhaustive
- 2011/2012 : José Medeiros Candomblé, Maison européenne de la photographie, Paris[2].
- 2011 : José Medeiros : Chroniques brésiliennes, à la Maison de l’Amérique latine, Paris[2],
- 2015 : Modernidades, Modernités, à la Fondation Calouste-Gulbenkian, à Lisbonne[3].

## Prix
- 1976 : Hibou d’or en tant que meilleur directeur de la photographie pour le film Xica da Silva.